# Platyptilia aarviki
Platyptilia aarviki is een nachtvlinder uit de familie Pterophoridae (vedermotten). De spanwijdte van de vlinder bedraagt ongeveer 33 millimeter. De soort is bekend uit Kenia. De soort vliegt in november.
De soort is beschreven in een speciale uitgave van Zoologische Mededelingen, uitgegeven door Naturalis, die op 1 januari 2008 verscheen ter ere van het 250-jarig bestaan van de zoölogische nomenclatuur. Op 1 januari 1758 verscheen namelijk de tiende editie van Systema naturae van Carl Linnaeus.